# Reichskommissariat Norwegen
Il Reichkommissariat Norwegen, per esteso Reichskommissariat für die besetzten norwegischen Gebiete (lett. "Commissariato del Reich per i territori occupati della Norvegia"), fu un'amministrazione civile creata nel 1940 dai tedeschi nei territori della Norvegia in seguito alla sua occupazione. Questa entità statale ebbe come capo il reichskommissar Josef Terboven.
Dal 1942 fino al 1945 il Reichskommissariat governava de iure la Norvegia in regime di diarchia col Governo di Quisling, ma de facto continuò ad esercitare i pieni poteri prendendo ordini solamente da Adolf Hitler.
Dopo la fine de facto dello Stato, venne nominato un altro reichskommissar, il generale Franz Böhme, comandante in capo delle forze armate tedesche in Norvegia, che rimase al potere fino alla resa incondizionata della Germania.

## Motivi dell'occupazione tedesca
Le motivazioni che spinsero la Germania ad occupare la Norvegia furono principalmente due. Innanzitutto, la Germania del 1940 era dipendente dalle risorse inviate dalla Svezia (principalmente ferro) e si temeva che la Norvegia avrebbe potuto bloccare le navi svedesi dirette verso la Germania. La seconda motivazione era la paura che gli Alleati potessero attaccare la Germania partendo dalla Norvegia. 

## Invasione
La Campagna di Norvegia iniziò il 9 aprile 1940 a causa dell'incidente dell'Altmark e si concluse con una vittoria tedesca e la conseguente occupazione di Danimarca e Norvegia.
Dal 15 aprile primo ministro fu Ingolf Elster Christensen, fino al 25 settembre 1940.

## Il governo collaborazionista
Vidkun Quisling fu nominato Ministro-presidente il 1º febbraio 1942. 
Il 12 marzo 1942 la Norvegia divenne ufficialmente uno Stato a partito unico.
Il Reichskommissar Josef Terboven fu deposto il 7 maggio 1945. Le forze militari tedesche in Norvegia, allora sotto il comando del generale Franz Böhme, si arresero agli Alleati il 9 maggio.
Nello stesso giorno Quisling fu arrestato e il governo legale fu ripristinato.